# 新塍镇
新塍镇是中华人民共和国浙江省嘉兴市秀洲区下辖的一个镇，面积133平方公里，人口77737人。
新塍镇地处杭嘉湖平原，紧邻嘉兴市城区西部，西面毗邻桐乡市乌镇镇，南部毗邻桐乡市濮院镇，北部毗邻江苏省吴江市。
新塍镇是嘉兴市一个历史悠久、规模较大的市镇，为浙江省历史文化名镇之一。目前工业经济仍较发达，主要工业部门为不锈钢金属制品、电子电器和机械制造业，为浙江省外资利用十强镇之一。此外，较重要的还有苗木花卉业，列为浙江省十大新兴花卉乡镇之一。

## 行政区划
新塍镇下辖以下村级行政区划单位：
虹桥社区、秀水社区、蓬莱社区、凤舞社区、来龙桥村、沙家浜村、南洋村、观音桥村、西吴村、新庄村、天福村、万民村、大通村、潘家浜村、庙云桥村、小金港村、桃园村、康和桥村、钱码头村、洛东村、西文桥村、洛兴村、思古桥村、洛西村、旗星村、陡门村、火炬村和富园村。